# Aeris
Aeris— колишня чартерна французька авіакомпанія. Існувала з 1999 по 2003 рік.

## Історія
Авіакомпанія була заснована в 1999 році в Тулузі. Основною відмінністю була невисока вартість квитків (29 євро). Незважаючи на це літаки літали майже порожніми і компанія працювала в збиток. У 2003 році компанія остаточно стала банкрутом.

## Флот
Aeris експлуатувала 2 види літаків:
- Boeing 737-300 (5 одиниць)
- Boeing 767-300 (2 одиниці)